# Орден «Красное Знамя Труда»
Орден «Красное Знамя Труда» — болгарская государственная награда. Орден учрежден 13 декабря 1950 года. Вручался за выдающие успехи в развитии народного хозяйства и достижения в государственной, общественной, научной, культурной жизни страны.

## Описание
Знак ордена имеет овальную форму и размеры 42×36 мм. В центре ордена развернутое знамя красной эмали с надписью «НРБ». Под знаменем синее поле с изображением серпа и молота красной эмали. По краям ордена венки из пшеничных колосьев, соединенные вверху красной пятиконечной звездой, внизу — перевитые красной ленточкой. По внутренней стороне венков в нижней части идет круглое зубчатое колесо белой эмали с надписью «ЗА СОЦИАЛИСТИЧЕСКИ ТРУД».
Орден носился на левой стороне груди на пятиугольной колодке, обтянутой красной лентой с белой полоской посередине. Изготавливался орден на Государственном монетном дворе.

## Награждённые
Орденом награждались болгарские и иностранные граждане и трудовые коллективы.
Первым кавалером ордена стал 6 апреля 1951 года министр строительства НРБ генерал-лейтенант Б. Иванов.
В 1964 году за смелость и героизм орденами «Красное Знамя Труда» были награждены шесть членов экипажей звена вертолётов Ми-1 и Ми-4 из состава вертолётного подразделения транспортного авиаполка ВВС Болгарии (Божилов, Лалов, Паунов, Станев, Стоянов и Янев), которые 1, 2 и 3 мая 1964 года при спасении жертв наводнения — жителей селения Згориград выполнили первую в истории Болгарии воздушную аварийно-спасательную операцию.